# Conus curralensis
Espèce
Statut de conservation UICN

 NT  : Quasi menacé
Conus curralensis est une espèce de mollusques gastéropodes marins de la famille des Conidae.
Comme toutes les espèces du genre Conus, ces escargots sont prédateurs et venimeux. Ils sont capables de « piquer » les humains et doivent donc être manipulés avec précaution, voire pas du tout.

## Description
La taille de la coquille varie entre 20 mm et 25 mm.

## Distribution
Cette espèce est présente dans l'océan Atlantique au large du Cap-Vert.

### Niveau de risque d’extinction de l’espèce
Selon l'analyse de l'UICN réalisée en 2011 pour la définition du niveau de risque d'extinction, bien que cette espèce soit endémique d'une très petite île, il y a peu ou pas d'intrusion humaine sur son habitat, et la probabilité d'une catastrophe naturelle ou d'un autre impact conduisant à l'extinction de l'espèce est considérée comme très faible. Le site se trouve dans une zone protégée, et la plupart des menaces sont écartées en raison du manque d'accès. Ainsi, l'espèce est placée dans la catégorie Quasi menacée, car à l'heure actuelle, les menaces ne sont pas susceptibles d'avoir un impact sur l'espèce dans les 10 ans. Si la protection est supprimée, qu'un plus grand accès a été autorisé à l'île ou que les mouvements des pétroliers autour de l'île ont augmenté, alors l'état de conservation devrait être revu avec la possibilité de Vulnérable D2 ou même En danger critique d'extinction B2ab(i,iii).

## Taxonomie

### Publication originale
L'espèce Conus curralensis a été décrite pour la première fois en 1986 par le malacologiste espagnol Emilio Rolán Mosquera (d) (1935-) dans la publication intitulée « Publicações Ocasionais da Sociedade Portuguesa de Malacologia »,.

### Synonymes
- Africonus curralensis (Rolán, 1986) · appellation alternative
- Conus (Lautoconus) curralensis Rolán, 1986 · non accepté

## Identifiants taxonomiques
Chaque taxon catalogué par les bases de données biologiques et taxonomiques possède un identifiant qui permet d'établir un point de référence. Les identifiants de Conus curralensis dans les principales bases sont les suivants :
BOLD : 901926 - CoL : XX97 - GBIF : 5728276 - iNaturalist : 150328 - IRMNG : 10810751 - TAXREF : 153725 - UICN : 192348 - WoRMS : 224823